# Diocèse de Nha Trang

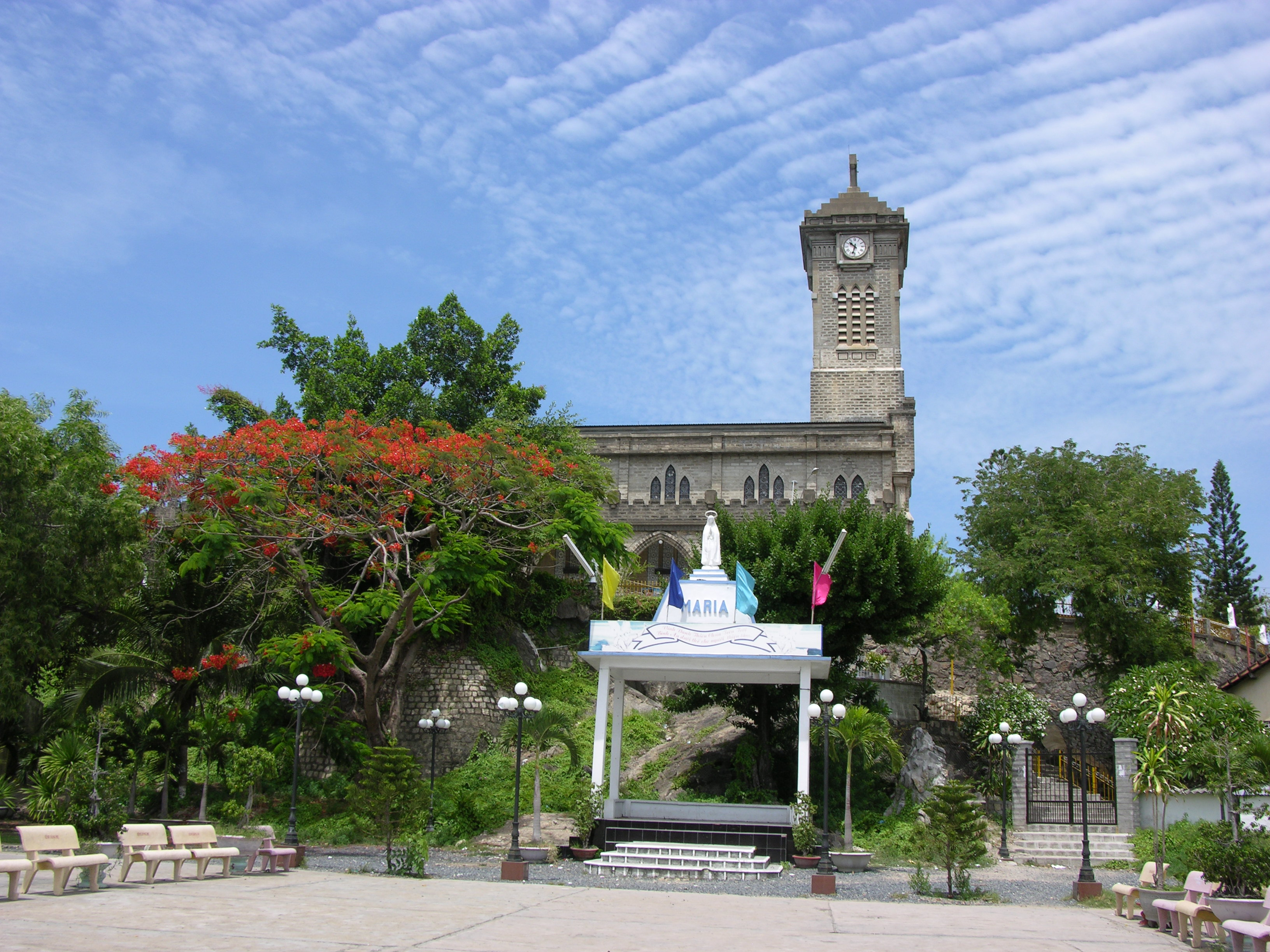
Vue de la cathédrale du Christ-Roi de Nha Trang.

Le diocèse de Nha Trang (Dioecesis Nhatrangensis) est un territoire ecclésiastique de l'Église catholique romaine au Viêt Nam suffragant de l'archidiocèse de Hué. Son siège épiscopal est à la cathédrale du Christ-Roi de Nha Trang. Le diocèse englobe soixante-quatre paroisses.

## Historique
Le vicariat apostolique de Nha Trang est érigé le 5 juillet 1957 - à l'époque du Sud Viêt Nam - recevant son territoire du vicariat apostolique de Quihnon (aujourd'hui diocèse de Quy Nhon) et du vicariat apostolique de Saïgon (aujourd'hui archidiocèse d'Hô-Chi-Minh-Ville).
Il est élevé au statut de diocèse en 1960 par le décret de Jean XXIII, Venerabilium Nostrorum. Il cède en 1975 une portion de son territoire à l'avantage du nouveau diocèse de Phan Thiet.
Les séminaristes sont accueillis pour leurs études au séminaire Stella Maris de Nha Trang et au séminaire Lam Bich.

## Ordinaires
- Raymond-Marie-Marcel Piquet, mep, 5 juillet 1957 - 3 juillet 1966, décédé
- François-Xavier Nguyen Van Thuan, 13 avril 1967 - 24 avril 1975, nommé archevêque coadjuteur de Saïgon (emprisonné de 1976 à 1988 puis exilé)
- Paul Nguyên Van Hòa, 25 avril 1975 - 4 décembre 2009, retraite
- Joseph Vo Duc Minh, depuis le 4 décembre 2009

## Statistiques
- En 1999 le diocèse comptait 160 131 baptisés sur une population de 1 500 000, 125 prêtres dont 30 réguliers, 316 religieux et 86 religieuses.
- En 2004 le diocèse comptait 185 064 baptisés sur une population de 1 564 400, 144 prêtres dont 46 réguliers, 363 religieux et 102 religieuses.
- En 2010, le diocèse comptait 200 400 baptisés sur une population de 1 730 828, répartis dans 80 paroisses, comportant 191 prêtres, 692 religieux et religieuses, 94 séminaristes, 113 candidats au séminaire et 1908 catéchistes[1].
- En 2014, le diocèse comptait 203 491 baptisés sur une population de 1 780 000 (11,4 %), 92 paroisses, 80 missions, 196 prêtres (150 diocésains et 46 réguliers), 1 diacre, 131 religieux, 651 religieuses et 131 séminaristes[2].

## Source
- Annuaire pontifical de 2007